# Јован I Орсини
Јован I Орсини (итал. Giovanni I Orsini) је био гроф палатин Кефалоније и Закинтоса од 1303. или 1304. до своје смрти 1317. године. Ожењен епирском принцезом, гроф Јован I је провео деценију на епирском двору пре него што је наследио свог оца, грофа палатина Ричарда Орсинија. Као вазал Кнежевине Ахаје, учествовао је у њеним унутрашњим пословима, а посебно у династичким споровима између инфанта Фернанда од Мајорке и принцезе Матилде од Ено 1315–16, и учествовао је у бројним латинским походима на Епир, којим је тежио да влада. Годину дана након његове смрти, његов син и наследник Никола Орсини заузео је Епир и ставио га под власт породице Орсини.

## Биографија
Јован је био једини син Ричарда Орсинија, грофа палатина од Кефалоније и Закинтоса, за кога се сматра да је био син (или вероватно унук) грофа Матије Орсинија и ћерке севастократора Јована Комнина Дуке, владара солунског.
Године 1292. оженио се Маријом, ћерком деспота Нићифора I Комнина Дуке, владара Епира и принцезе Марије Ласкарис. Марија је послата као талац у Кефалонију како би осигурала Нићифорову лојалност латинским кнежевима када су гроф Ричард и војска из Кнежевине Ахаје кренуле у поход на  Епир да помогну у пробијању византијске опсаде Јањине. Након што су Византинци одбијени, гроф Ричард је, без консултације са деспотом Нићифором I, договорио Јованов брак са Маријом. Ово је изазвало огорчење деспота Нићифора I, који се није смирио све до 1295. године, када је млади пар дошао да живи на његовом двору. Тамо је Јован стекао наклоност свог таста, до те мере да му је дао у посед острво Лефкаду — гроф Ричард је обећао, али вероватно никада није испунио, такође да пару уступи оближње острво Итаку. Јован и Марија су остали на епирском двору све до случајне смрти грофа Ричарда 1303. или 1304. године.
Након Ричардове смрти, гроф Јован I је одмах ступио у правну битку са својом маћехом, Ричардовом другом женом грофицом Маргаретом од Вилардуена, око његовог наследства: грофица Маргарета је полагала право на феуд Каточи у Епиру, као и на покретну имовину у износу од 100.000 златних хиперпира од Ричардове имовине. У почетку, Јованов сизерен, кнез од Ахаје Филип Савојски, радио је у његову корист, посебно након што му је гроф Јован I исплатио „поклон“ од 3.656 фунти када му се заклео на верност 7. априла 1304. године. Грофица Маргарета је тада затражила помоћ моћног маршала Ахајског, барона Николе III од Светог Омера, који је увек био спреман да се супротстави ауторитарној власти кнеза Филипа. На крају, након жестоке свађе између барона Николе и кнежевих присталица, постигнут је компромис којим је гроф Јован платио грофици Маргарети суму од 20.000 хиперпира . Хроника Мореје такође извештава о још једној епизоди свађе између барона од Светог Омера и грофа Јована I: барон од Светог Омера је био ожењен Јовановом сестром Гиљером, али ју је занемарио и држао затворену у њеном замку, све док гроф Јован I није ангажовао једног од својих рођака, Вилијама Орсинија, да је ноћу отме и доведе у Кефалонију.
Убрзо након његовог ступања на власт, у лето 1304. године, напуљски краљ Карло II наредио је грофу Јовану I и кнезу Филипу Савојском да нападну Епир, где је византијска принцеза Ана Палеолог Кантакузин, мајка и намесница малолетног деспота Томе I Комнина Дуке, одбила да поново потврди вазалство Епира према Напуљу и склопила је савез са Византијским царством. Гроф Јован I је водио кампању у Епиру заједно са великим ахајским контингентом, али њихова опсада епирске престонице Арте није успела и савезници су се повукли. Док је краљ Карло II остао одлучан да понови офанзиву следеће године, деспина Ана је успела да подмити кнеза Филипа да остане у Ахаји. Кнез Филип је одбио да води кампању под изговором одржавања великог сабора у Коринту, где су били окупљени сви барони и вазали Кнежевине, укључујући грофа Јована I. Као резултат тога, краљ Карло II је свргнуо кнеза Филипа Савојског и пренео кнежевину директно на свог сина кнеза Филипа I од Тарента. Нови кнез је покренуо још једну инвазију на Епир 1307. године, која није успела због избијања болести међу латинским трупама, али је успео да извуче неке територијалне уступке од деспине Ане. Према арагонској верзији Хронике Мореје, гроф Јован I не само да је учествовао у овој другој експедицији, већ је и активно подстакао, можда у нади да ће заменити деспота Тому I као владара Епира.
Године 1315. инфант Фернандо од Мајорке је извршио инвазију на кнежевину Ахају и покушао је да заузме упражњени кнежевски престо по праву своје жене Изабеле од Сабрана. Као и већина барона и вазала кнежевине Ахаје, гроф Јован I га је у почетку подржавао, али се придружио законитој наследници, принцези Матилди од Ено, и њеном мужу Лују од Бургундије, када су стигли у кнежевину Ахају почетком 1316. године. У одлучујућој бици код Манолада 5. јула 1316. године, гроф Јован I је предводио прву линију лојалистичке војске. Вођен бесом због Jованове издаје, као и због његовог ранијег малтретирања грофице Маргарет од Вилардуена – Фернандове таште – инфант је покренуо бесни напад који је пробио Јованову линију, али га је задржала друга линија под војводом Лујем. У насталој пометњи, инфант Фернандо је убијен, а његове присталице су разбијене. Једва месец дана касније, војвода Луј од Бургундије је умро у 18. години, очигледно од неке болести. Међутим, прокаталонски извор тврди да је војводу Луја отровао гроф Јован I.
Гроф Јован I је умро 1317. године, а наследио га је најстарији син Никола, који је већ следеће године успео да претвори очеве епирске амбиције у стварност: убио је свог ујака, деспота Тому I, и преузео његов престо, доводећи Епир под власт династије Орсини.

## Породица
Из брака са Маријом Комнин Дука, гроф Јован I је имао четворо деце:
- Никола Орсини
- Јован II Орсини
- Гиj Орсини
- Маргарета, дама једне половине Закинтоса, удала се за Гуљелма Тока.[2]